# Gestion des menaces et des erreurs

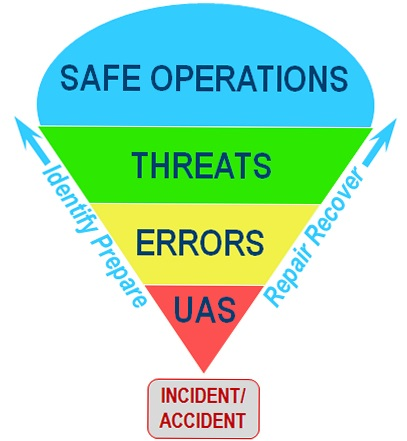
Modèle de gestion des menaces et des erreurs (TEM)

La gestion des menaces et des erreurs (en anglais Threat and error management abrégé TEM) est une approche globale de gestion de la sécurité dans le domaine aéronautique, qui suppose que les pilotes vont naturellement faire des erreurs et rencontrer des situations à risque pendant les opérations aériennes.

## Principe et objectifs
Plutôt que d'essayer d'éviter ces menaces et erreurs, son objectif principal est d'apprendre aux pilotes à gérer ces problèmes afin qu'ils ne nuisent pas à la sécurité. Son objectif est de maintenir les marges de sécurité en formant les pilotes et les équipages de conduite à détecter et à réagir aux événements susceptibles de causer des dommages (menaces) ainsi qu'aux erreurs les plus susceptibles de se produire (erreurs) lors des opérations aériennes.
Le modèle TEM permet aux équipages de mesurer la complexité du contexte d'une organisation spécifique. Cela signifie que les menaces et les erreurs rencontrées par les pilotes varient en fonction du type d'opération de vol. De plus, il permet d'enregistrer les performances humaines dans ce contexte, et prend également en compte les questions techniques (par exemple, mécaniques) et environnementales, et intègre des stratégies de formation aux facteurs humains pour apprendre aux pilotes à gérer les menaces et les erreurs

## Historique
Le modèle a été développé en 1984 par des psychologues de l'Université du Texas sur le base d'une enquête sur les accidents des compagnies aériennes de transport public régulier. À partir de cette enquête, une méthode d'analyse était nécessaire afin d'identifier les menaces et les erreurs pendant les opératons de vol et afin d'ajouter des informations aux données TEM existantes,. Un audit de sécurité des opérations en ligne (en anglais Line Operations Safety Audit, abrégé en LOSA) répond à cet objectif et demande l'identification et la collecte d'informations liées à la sécurité (sur les performances de l'équipage, les conditions environnementales et la complexité opérationnelle) par un observateur qualifié,. Les données de LOSA sont utilisées afin d'évaluer l'efficacité d'un programme de formation d'une organisation et afin de comprendre comment les procédures d'entraînement sont mises en oeuvre durant les vols quotidiens.